# Casa del Palatinado-Kleeburg

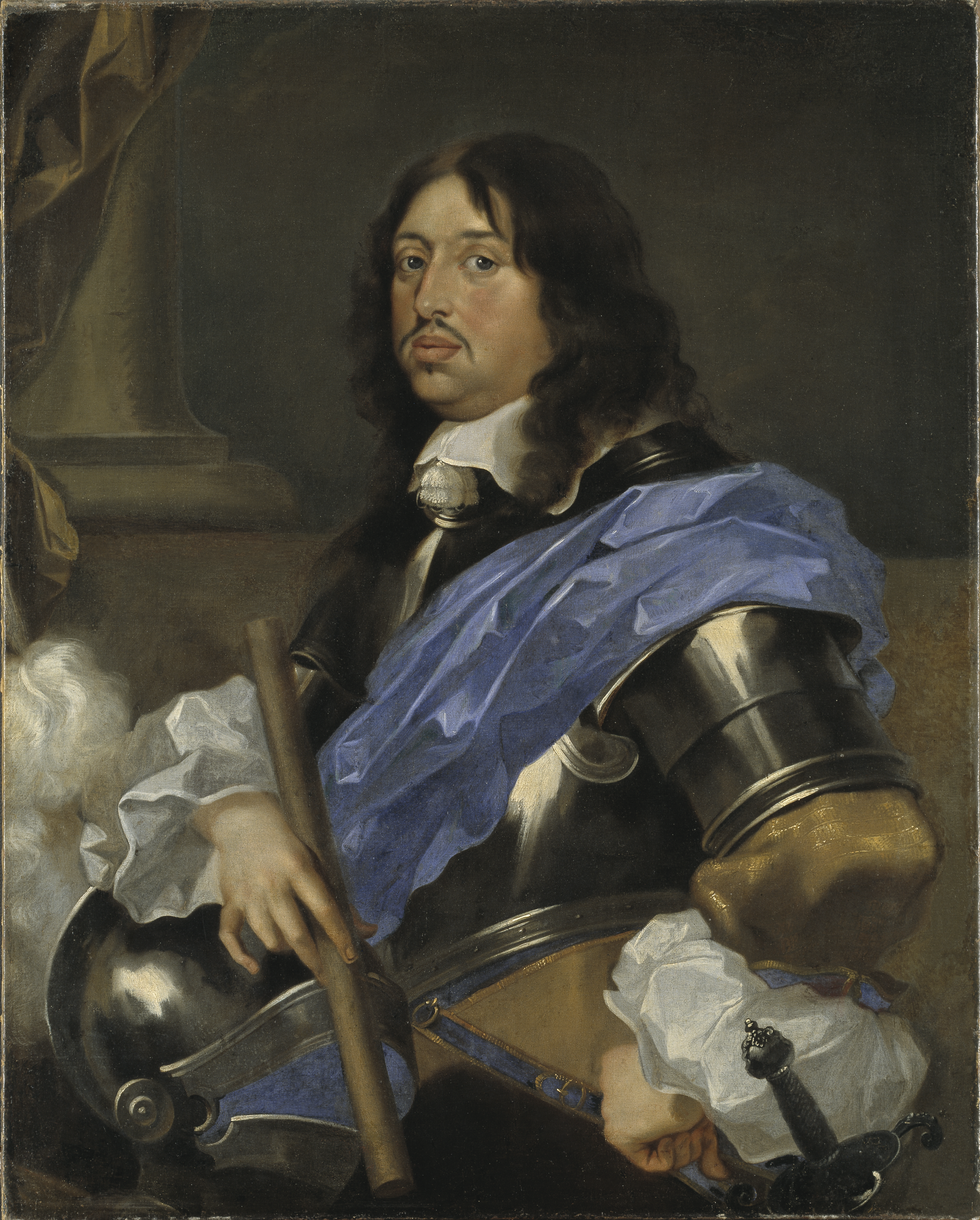
Carlos X Gustavo.

Palatinado-Kleeburg fue un Estado del Sacro Imperio Romano Germánico centrado en el señorío alsaciano  de Cleeburg.

## Historia
Palatinado-Kleeberg fue la última partición del Palatinado-Zweibrücken en 1604 por Juan Casimiro, el hijo menor de Juan I, Conde Palatino de Zweibrücken. Su matrimonio con Catalina de Suecia (1584-1638), la hija mayor sobreviviente del rey Carlos IX de Suecia, finalmente vería a su hijo mayor y sucesor Carlos Gustavo acceder al trono de Suecia en 1654, dando el Palatinado-Kleeburg a su hermano menor Adolfo Juan I.
El Conde Palatino de esta línea, Gustavo Samuel Leopoldo, heredó el Ducado de Zweibrücken y su asiento en la Dieta imperial en 1718. Después de su muerte en 1731, el Palatinado-Kleeburg pasó al Palatinado-Zweibrücken-Birkenfeld.
| Nombre                  | Fecha     | Notas                           |
| ----------------------- | --------- | ------------------------------- |
| Juan Casimiro           | 1604-1652 |                                 |
| Carlos Gustavo          | 1652-1654 | Rey de Suecia desde 1654        |
| Adolfo Juan I           | 1654-1689 |                                 |
| Adolfo Juan II          | 1689-1701 |                                 |
| Gustavo Samuel Leopoldo | 1701-1731 | Conde Palatinado de Zweibrücken |